# キッチンガイズファクトリー
株式会社キッチンガイズファクトリー（Kitchen-Guys-Factory.Ltd.）は、日本のアダルトゲームのソフトウェアメーカーおよびイベント企画運営会社。
かつてはアダルトゲームブランド『OVERDRIVE』の運営会社でもあった。

## 事業内容
ソフトウェア開発
自社のアダルトゲームブランド「OVERDRIVE」を通じ、PC用ゲームの製作を行っていた。組織上は2022年3月31に解散。
商品企画
ゲーム、キャラクターの関連商品や音楽CDなどの企画、デザイン、製造、販売を行なっている。また、アーティストや作家のマネージメントも行っている。
イベント企画運営
ゲームの販促イベントやライブなどの企画、開催、運営、調整などを行っている。自社主催のイベントやライブで実績がある。

## ゲーム
「OVERDRIVE」作品については、「OVERDRIVE」を参照。